# Sofija
 Ovo je glavno značenje pojma Sofija. Za druga značenja pogledajte Sofija (razdvojba).
Grad Sofija (bugarski: София), u podnožju planine Vitoše, ima 1 376 461 stanovnika (2010.) i glavni je grad Bugarske.

## Povijest
Kako je osnovana prije sedam tisuća godina, Sofija je drugi najstariji glavni grad u Europi. U povijesti je imala više imena, a ostaci starog grada su i danas vidljivi.
Sofija je prvo bila tračka naseobina po imenu Serdica, nazvana po tračkom plemenu Serda. Rim ju je osvojio 29. godine poslije Krista i postala je glavni grad provincije Dacia Mediterranea. Huni su je uništili 447. Grad je ponovo izgradio bizantski car Justinijan i preimenovao ga u Triadica. Pod Bugarima je ime grada bilo Sredec, a promijenjeno je u Sofija (što znači "mudrost") 1376. Sofiju je 1382. osvojilo Osmansko Carstvo, i postala je glavni grad turske provincije Rumelije. Godine 1878. su je preuzeli Rusi, a postala je glavni grad neovisne Bugarske 1879. Za vrijeme Drugog svjetskog rata, Rusi su osvojili Sofiju i pronjemačku Bugarsku. 
U gradu ima 16 sveučilišta, Sveučilište Sofija osnovano je 1889. Ova pravoslavna metropola ima mnoštvo crkava, među kojima su značajnije crkva Svetog Jurja, Svete Sofije, i katedrala Aleksandra Nevskog, te džamija Banja Baši.
Geslo grada je "Raste, ali ne stari".

## Zemljopis
Sofija svoj razvoj u velikoj mjeri duguje tome što se nalazi u središtu Balkana. Smještena je na zapadu Bugarske, u sjevernom podnožju planine Vitoše, u dolini također imena Sofija, koja je sa svih strana okružena planinama. To je najveća dolina u Bugarskoj, s površinom od 1.186 četvornih kilometara. Prosječna nadmorska visina iznosi 550 m.
Do grada vode tri planinska klanca, kojima su još od anitičkih vremena prolazile važne ceste, povezjući tako Jadransko more i Srednju Europu s Crnim morem. Gradom teku brojne rijeke, primjer su Vladaiska i Perlovska. Sofija je poznata po brojnim mineralnim i termalnim izvorima. Tijekom dvadesetog stoljeća sagrađena su mnoga umjetna akumulacijska jezera.
Grad je smješten 130 km sjeverozapadno od Plovdiva, drugog najvećeg grada u Bugarskoj te 340 km zapadno do Burgasa i 380 km zapadno od Varne (dvije najveće bugarske pomorske luke na obali Crnog mora). Osim toga, blizu Sofije nalaze se i granice triju država: 55 km do srpske granice, 113 km do makedonske granice i 183 km do grčke granice.
Klima Sofije vlažna je kontinentska, s izraženim temperaturnim razlikama. Najtopliji mjesec je srpanj, a najhladniji siječanj. Do 1936. godine prosječna godišnja temperatura iznosila je 10,0 stupnjeva Celzijusa, nakon čega je porasla za 0,5 stupnjeva. Prosječne godišnje padaline po četvornom metru iznose 650 mm. Temperature zraka ljeti su nešto niže od ostatka Bugarske, zbog veće nadmorske visine na kojoj je grad smješten.

## Stanovništvo
Sofija je glavnim gradom postala 1879. Najstariji podatak o popisu stanovništva govori da je grad 1880. godine imao 20 501 stanovnika te se tada nalazila na petom mjestu u Bugarskoj. Sve do 1892. najveći grad u Bugarskoj bio je Plovdiv.
Gradsko stanovništvo se počelo rapidno povećavati s početkom 21. stoljeća, što je uzrokovalo velik građevinski napredak. Prema podacima iz 2010. godine u Sofiji živi 1 376 461 stanovnik. Prema podacima popisa iz 2001. godine 96 % stanovnika glavnog grada su Bugari, dok se 18 000 izjašnjava kao Romi; od manjina su još značajni Turci (6000), Rusi (3000), Armenci (1700) i Grci (1200).

## Gospodarstvo
Sofija je glavno središte bugarskog gospodarskog života. Proizvodni sektor ekonomije obuhvaća preko 800 velikih tvornica koje između ostalog proizvode metalne proizvode (75 % ukupne metalurške proizvodnje zemlje), proizvode od tekstila, gume, kože, jako je i tiskarstvo (50 % bugarskog tiskarstva) i elektronika (15 %). Sofija je i financijski centar zemlje, sjedište Bugarske narodne banke, bugarske burze, kao i najvećih bugarskih komercijalnih banaka poput Bulbanke, DSK banke i Ujedinjene bugarske banke. Građevinarstvo, trgovina i promet su također važni sektori lokalnog gospodarstva.
Stopa nezaposlenosti iznosi oko 2,5 % te je niža od ostatka zemlje, gdje je nešto iznad 7 %. Zanimljiva karakteristika Sofije kao glavnog grada jest ta da 27 % nezaposlenih ima višu ili visoku stručnu spremu, što je velik udio.

## Promet
Svojom dobro razvijenom infrastrukturom i strateškim položajem Sofija je važan centar međunarodnih željezničkih i cestovnih putova. U gradu postoje svi glavni tipovi prometa (osim vodenog). Ima 8 željezničkih postaja, Centar kontrole leta i međunarodnu zračnu luku. Tri transeuropska prometna koridora prolaze kroz grad: 4, 8 i 10.
Javni gradski promet dobro je razvijen, pouzdan i važan za gospodarstvo grada; postoji podzemna željeznica, autobusi, tramvaji i trolejbusi te preko 15 000 taksija.

## Obrazovanje
Sofija ima 16 sveučilišta. Kao najprestižnije sveučilište u Bugarskoj često se spominje Sveučilište svetog Clementa Ohridskog, osnovano 1888., koje godišnje registrira 14.000 novih studenata. 
U gradu su smještene i druge važne obrazovne i znanstvene institucije, kao Bugarska akademija znanosti, Nacionalna knjižnica svetih Ćirila i Metoda ili Američko sveučilište u Sofiji (otvoreno 1860. godine te je najstarije američko sveučilište izvan granica SAD-a).

## Vanjske poveznice
- Službena stranica

### Ostali projekti
|  | Zajednički poslužitelj ima stranicu o temi Sofija |